# Секрет Свистуна
«Секрет Свистуна» (англ. The Secret of the Whistler) — нуарная мелодрама режиссёра Джорджа Шермана, которая вышла на экраны в 1946 году.
Это шестой из восьми фильмов в киноцикле «Свистун», и предпоследний, в котором главную роль сыграл Ричард Дикс. В этом фильме Дикс предстаёт в образе художника Ральфа Харрисона, который живёт за счёт своей богатой, больной жены Эдит (Мэри Карриер). Когда у Ральфа начинается роман с моделью Кэй Моррел (Лесли Брукс), Эдит узнаёт об этом, лишая мужа содержания и наследства. Ральф решает отравить жену ещё до того, как она успевает оформить соответствующие документы. Действительно, этой же ночью она умирает, однако, как выясняется позднее, не от отравления, а от сердечного приступа. Через несколько месяцев Ральф женится на Кэй, которая после рассказа домработницы Лоры (Клер Дю Брей) находит улики, указывающие на причастность Ральфа к убийству жены. Получив необходимые доказательства, Кэй звонит в полицию, однако это слышит Ральф. Он душит жену в тот момент, когда полицейские входят в дом. В итоге его арестовывают за убийство Кей, одновременно получая улики, что он убил и Эдит.
Современная критика в целом позитивно оценила режиссёрскую работу, актёрскую игру и парадоксальную концовку, отметив однако, что это не лучший фильм в киносериале, в частности, из-за слабости сценария.

## Сюжет
В Калифорнии богатая дама Эдит Харрисон (Мэри Карриер) после очередного сердечного приступа заранее заказывает себе дорогой надгробный памятник. Тем временем её муж, художник Ральф Харрисон (Ричард Дикс) закатывает очередную шикарную вечеринку в своей студии, куда приглашает знакомых художников, критиков и журналистов. Гости иронически относятся к творчеству Ральфа и не особенно верят в его успех, а также не очень высоко ценят его как человека. Тем не менее, они приходят к нему на вечеринки, так как там собирается приятная компания, и можно хорошо выпить и закусить. На вечеринке Ральф знакомится с красивой моделью Кей Морелл (Лесли Брукс), работающей у знакомого художника Джима Кэлхуна (Майкл Дуэйн), который занимает соседнюю с ним студию. Кей, видя богатство Ральфа, начинает оказывать ему знаки внимания, однако их приятное времяпрепровождение прерывает звонок от домработницы Лоры (Клер Дю Брей), сообщающей, что у Эдит случился очередной сердечный приступ. Когда Ральф приезжает домой, семейный врач, доктор Уинтроп (Чарльз Троубридж), доверительно информирует его, что из-за слабого сердца Эдит осталось жить недолго. Тем не менее, Ральф возвращается обратно на вечеринку. Его гости уже разошлись, а на столе он находит пудреницу с инициалами Кей. На следующее утро он заходит в мастерскую Джима, чтобы вернуть пудреницу, где видит Кей, приглашая её позировать ему. При следующей встрече он приглашает её на ужин, и вскоре влюбляется в неё. Ральф водит её в рестораны, театры и на концерты, а также делает дорогие подарки, а Кей между тем как сохраняет определённую дистанцию в отношениях, предлагая дружбу пока Ральф женат.
Во время очередного визита доктор Уинтроп представляет Ральфу авторитетного кардиолога, доктора Гюнтера (Артур Спейс), который своими передовыми методами мог бы помочь Эдит. После ухода врачей Ральф опасается, что если Гюнтер вылечит Эдит, это нарушит его планы получить богатое наследство и жениться на Кей. Между тем методы доктора Гюнтера дают эффект, и через несколько дней Эдит уже встаёт с постели и прогуливается по квартире. Доктор решает, что ей больше не нужна сиделка. Эдит решает сделать мужу сюрприз, самостоятельно навестив его в мастерской. Не застав мужа на месте, она заходит за занавеску в гримёрную комнату, и в этот момент появляется Ральф в компании Кей. Она слышит, как Ральф объясняется Кей в любви, на что Кей отвечает, что не настроена говорить о любви, пока он женат. Ральф говорит, что не любит свою жену, которая скоро умрёт, и тогда они с Кей смогут пожениться, однако Кей, ничего не ответив, уходит.
В подавленном состоянии Эдит возвращается домой, где делает в своём дневнике запись о неверности Ральфа. После возвращения мужа домой Эдит объясняется с ним. Она сообщает, что подслушала его разговор с Кей, после чего называет Ральфа негодяем и лицемером, и объявляет, что собирается выгнать его из дома и вычеркнуть из завещания. Когда он выходит из комнаты, Эдит звонит своему адвокату Генри Лорингу (Джек Дэвис), однако не застаёт его дома и переносит разговор на следующий день. По параллельному телефону Ральф подслушивает этот разговор Эдит с секретарём Лоринга. Понимая, что надо действовать быстро, ночью Ральф проникает в спальню жены, и, полагая, что она спит, добавляет яд в её бутылочку с лекарством. Претворившись спящей, Эдит тайно следит за действиями мужа.
Позднее, среди ночи Лора обнаруживает, что Эдит неподвижно лежит на полу у кровати, о чём немедленно сообщает Лорингу и доктору Гюнтеру. Ральф в студии пребывает в тревожном ожидании, когда к нему приходит Лоринг, приглашая проехать к Эдит, у которой, вероятно, случился ещё один приступ. Дома Ральфа встречает Гюнтер, сообщая, что на момент его приезда Эдит была уже мертва. Зайдя один в спальню к жене, Ральф ищет бутылочку с отравленным лекарством, но её нигде нет. После отъезда Лоринга и Гюнтера Ральф заявляет Лоре, что смерть жены могла наступить в результате неправильного лечения и в этой связи просит передать ему все лекарства Эдит для проведения необходимых анализов. Лора однако заявляет, что по указанию доктора Гюнтера она выбросила все лекарства. Домработница подсказывает Ральфу, что список лекарств Эдит можно получить в соседней аптеке, а затем напоминает, что у Эдит со здоровьем всё было хорошо, пока она не пошла в мастерскую, чтобы сделать Ральфу сюрприз.
… Проходит три месяца с того момента, как тело Эдит кремировали. За это время Ральф перестал опасаться, что его заподозрят в убийстве жены. После медового месяца Ральф вместе с Кей возвращается в дом. Дверь открывает Лора, которой новая жена Ральфа явно не симпатична. Чувствуя это, Кей просит уволить Лору, однако Ральф объясняет, что согласно завещанию Эдит, Лора будет здесь работать до самой смерти. В поступившей почте Ральф находит письмо от изготовителя надгробных памятников, в котором сообщается, что заказ Эдит выполнен. Некоторое время спустя после ремонта Ральф и Кей приглашают гостей дом на новоселье. Среди прочих на мероприятие приходит криминальный репортёр Джо Конрой (Рэй Уокер), которого Кей и Ральф хорошо знают по прежним вечеринкам. Он рассказывает, что занимался делом, в котором бизнесмен по фамилии Беннетт убил жену после того, как завёл любовницу, и у Ральфа этот рассказ вызывает заметное волнение. Затем, оставшись с Ральфом наедине, Джо спрашивает у него, что тот сделал с заказанной Эдит надгробной плитой, но Кей вовремя уводит его.
После вечеринки Кей спрашивает Ральфа о надгробном памятнике, и он утверждает, что ничего не знал о нём, как и о том, что Эдит не хотела, чтобы её кремировали. На следующее утро за завтраком Кей читает мужу статью Конроя, в которой говорится, что Беннетт сознался в убийстве жены после того, как полиция обнаружила её дневник с опасениями, что муж собирается её убить. Вскоре Кей выясняет у Лоры, что в день своей смерти Эдит звонила Лорингу, намереваясь изменить своё завещание и лишить Ральфа наследства. Домработница подозревает, что Ральф мог убить Эдит. Когда Кей отказывается поверить в это, Лора заявляет, что Эдит также вела дневник, как и убитая жена из газетной статьи. В старых вещах на чердаке Кей находит дневник Эдит, из которого следует, что когда она узнала об измене Ральфа, то решила немедленно подать на развод и лишить его состояния. В последний день жизни Эдит сделала запись, что Ральф, решив, что она уснула, прокрался к ней в спальню и подлил что-то в лекарство. Подозревая, что это яд, Эдит спрятала бутылочку, чтобы на следующий день узнать, что муж в неё подлил. Кей вырезает последнюю страницу из дневника и забирает её себе. Появляется Лора, которая рассказывает, что один пузырёк с лекарствами Эдит она не выбросила, и она до сих пор находится где-то среди её вещей на чердаке.
Кей приходит в студию к Джиму Кэлхуну, заявляя, что подозревает Ральфа в том, что он отравил Эдит. Опасаясь жить с убийцей, Кей показывает ему пузырёк с лекарством, полагая, что в нём может быть яд. Джим решает обратиться за помощью к Джо Конрою. В отсутствие жены Ральф поднимается на чердак, где начинает искать дневник Эдит, которого очень опасается. Найдя дневник, он читает фразу: «Загляну в студию к Ральфу, сделаю ему сюрприз». Так как на этом дневник заканчивается, Ральф успокаивается. Между тем, Джим говорит Кей, что сразу что-то заподозрил, когда Ральф кремировал жену, хотя она заказала себе надгробие. Взяв пузырёк с лекарством, Джим немедленно уезжает в лабораторию. Вечером Джим звонит Кей домой с сообщением, что в пузырьке действительно был яд, и Ральф отравил жену. Полиция уже выехала к нему домой, чтобы арестовать. Кей спускается к мужу, который собирается уйти из дома, и она пытается задержать его. Ральф говорит, что слышал её разговор, после чего душит её. Когда появляется полиция, Ральф пытается бежать, но полицейский инспектор ранит его выстрелом из пистолета. У мёртвой Кей детективы находят последнюю страницу из дневника Эдит. Детективы говорят, что эта страничка ясно указывает на вину Ральфа также и в убийстве первой жены.

## В ролях
- Ричард Дикс — Ральф Харрисон
- Лесли Брукс — Кей Моррелл
- Майкл Дуэйн — художник Джим Кэлхун
- Мэри Карриер — Эдит Мари Харрисон
- Мона Барри — Линда Вэйл
- Рэй Уокер — Джозеф Алоизус «Джо» Конрой
- Клер Дю Брей — Лора, домработница Харрисона

## Создатели фильма и исполнители главных ролей
Режиссёр Джордж Шерман за период с 1937 по 1971 год поставил 113 фильмов, среди которых 73 фильма были вестернами категории В. К числу его наиболее известных картин относятся фильмы нуар «Кража» (1948) и «Спящий город» (1950), исторический приключенческий боевик с Эрроллом Флинном «Против всех врагов» (1952), вестерны «Одинокий работник» (1953) с Джоэлом Маккри и «Большой Джейк» (1971) с Джоном Уэйном.
Ричард Дикс начал сниматься в кино в 1921 году, сыграв за время своей карьеры в 99 фильмах, среди которых вестерн «Симаррон» (1931), криминальный экшн «Адское шоссе» (1932), фантастический фильм «Трансатлантический туннель» (1935) и психологический триллер «Корабль-призрак» (1943). В период с 1944 по 1947 год Дикс сыграл в шести криминальных драмах из цикла о Свистуне, вскоре после этого закончив свою карьеру. Дикс умер в 1949 году в возрасте 56 лет.
Лесли Брукс снималась в кино с 1941 по 1948 год, сыграв за этот период в 27 художественных фильмах, в том числе исполнила главные или ведущие роли в фильмах нуар «Агент под прикрытием» (1943), «Бессмысленный триумф» (1948) и «Ледяная блондинка» (1948), а также небольшие и эпизодические роли в нескольких популярных комедиях и мюзиклах, среди них «Ты никогда не была прекраснее» (1942), «Девять девушек» (1944) и «Девушка с обложки» (1944).

## История создания фильма
Это шестой из восьми фильмов киносериала «Свистун», произведенных студией Columbia Pictures в середине 1940-х годов.
Этот цикл фильмов основан на популярной одноимённой радиопрограмме, которая выходила в эфир в 1942—1955 годах. Как написал историк кино Деннис Шварц, «киноцикл предлагал качественные низкобюджетные детективные фильмы, которые сегодня вышли из моды».
Фильм находился в производстве с 15 июля до 1 августа 1946 года и вышел в прокат 7 ноября 1946 года.

## Оценка фильма критикой
Как отметил современный кинокритик Деннис Шварц, «режиссёр Шерман чётко обеспечивает развитие сюжета в полном саспенса духе, но слабая история делает фильм одним из самых слабых в киноцикле… При тщательном анализе можно найти недостатки в сценарии, но в любом случае, это достаточно интересный старомодный недорогой детективный фильм».
По мнению рецензента журнала TV Guide, это «не лучший фильм сериала», который тем не менее, «как обычно, увлекательный и хорошо сыгран актёрами».
Киновед Артур Лайонс назвал картину «ещё одним отличным фильмом из цикла „Свистун“, где Дикс сыграл в сериале в предпоследний раз».
Как написал историк фильмов нуар Майкл Кини, этот фильм отличает «хорошая игра Дикса и восхитительный неожиданный сюжетный поворот в финале».